# Jaroslav Skála (basketbalista)
Jaroslav Skála (*27. května 1954) v Plzni je bývalý československý basketbalista. Je zařazen na čestné listině mistrů sportu.
V československé basketbalové lize hrál za kluby Sparta Praha, Slavia VŠ Praha, RH Pardubice, Chemosvit Svit a Essox Lučenec. S týmem Slavia VŠ Praha získal dvakrát titul mistra Československa (1981, 1982), dále získal dvakrát titul vicemistra Československa (Pardubice 1983, Svit 1985), má dvě třetí místa (1976, 1978) a tři čtvrtá místa (1979, 1980, 1987). V historické střelecké tabulce střelců československé basketbalové ligy (od sezóny 1962/63 do 1992/93) je na sedmém místě s počtem 7742 bodů.
S týmy VŠ Praha a Chemosvit Svit se zúčastnil celkem 4 ročníků evropských klubových pohárů v basketbale a to Poháru evropských mistrů 1982, FIBA Pohár vítězů národních pohárů 1985 a dvakrát FIBA Poháru Korač (1979 a 1981). 
V roce 1981 byl vyhlášen nejlepším basketbalistou Československa. Šestkrát v letech 1981 až 1986 byl zařazen do nejlepší pětky hráčů československé ligy basketbalu.
Jako hráč československé basketbalové reprezentace byl účastníkem deseti světových a evropských basketbalových soutěží. Zúčastnil se Olympijských her 1980 v Moskvě (Československo skončilo deváté), když předtím skončilo druhé v kvalifikaci v Ženevě před OH 1980 a vybojovalo si tak účast na Olympijských hrách. Startoval na dvou Mistrovství světa 1974 v Portoriku (10. místo) a 1982 v Kolumbii (10. místo).
Zúčastnil se šesti Mistrovství Evropy mužů - 1975 v Bělehradě, Jugoslávie, 1979 v Turínu, Itálie, 1981 v Praze, 1983 v Nantes, Francie, 1985 ve Stuttgartu, Německo a 1987 v Athénách, Řecko. S basketbalovou reprezentací Československa získal na Mistrovství Evropy jednu stříbrnou a jednu bronzovou medaili, dále jedno čtvrté, šesté, osmé a desáté místo.
Za reprezentační družstvo Československa v letech 1973-1987 odehrál 333 zápasů, z toho na Olympijských hrách, Mistrovství světa a Mistrovství Evropy celkem 71 zápasů, v nichž zaznamenal 574 bodů.

## Sportovní kariéra

### Hráč klubů
- Lokomotiva Plzeň
- 1973-77 Sparta Praha (1976 3. místo, 2x 6. a 1x 7. místo)
- 1977-82 Slavia VŠ Praha (2x mistr 1980 a 1981, 3. místo 1978, 2x 4. místo 1979 a 1980)
- 1982-83 RH Pardubice (vicemistr 1983)
- 1983-84 Slavia VŠ Praha (6. místo)
- 1984-88 Chemosvit Svit (vicemistr 1985, 5. místo 1986, 4. místo 1987 a 11. místo 1988)
- 1988-91 Csepel SC
- 1991/92 Chemosvit Svit (15. místo ze 16 účastníků v roce 1992)
- 1992/93 Essox Lučenec (9. místo)
- 1. liga basketbalu Československa: celkem 17 sezón (1973-1993)
- Ve střelecké tabulce československé basketbalové ligy (od sezóny 1962/63 do 1992/93) je na 7. místě s počtem 7742 bodů.

úspěchy:
- nejlepší basketbalista roku: 1981
- 5x v nejlepší pětce sezóny "All stars": 1981až 1985
- 2x mistr Československa: 1981, 1982 (VŠ Praha), 2x vicemistr: 1983 (Pardubice), 1985 (Svit), 2x 3. místo: 1976 (Sparta), 1978 (VŠ)

### Evropské poháry klubů
- Pohár evropských mistrů - Slavia VŠ Praha: 1982 (čtvrtfinálová skupina)
- Pohár vítězů pohárů (PVP) - Slavii VŠ Praha: 1978 (osmifinále)
- FIBA Pohár Korač - Slavii VŠ Praha: 1979 (čtvrtfinálová skupina), 1981 (2. kolo)

### Československo
Za reprezentační družstvo v letech 1974-1987 hrál 333 zápasů, z toho na OH, MS a ME celkem 574 bodů v 71 zápasech.
Předolympijská kvalifikace - 1980 Ženeva, Švýcarsko (81 bodů, 10 zápasů) 2. místo a postup na OH
Olympijské hry - 1980 Moskva (50 bodů, 7 zápasů) 9. místo
Mistrovství světa - 1974 Portoriko (8 bodů, 2 zápasy) 10. místo   • 1982 Kolumbie (65 bodů, 7 zápasů) 10. místo
- Celkem na dvou Mistrovství světa 73 bodů v 9 zápasech

Mistrovství Evropy (účast celkem 6×)
- 1975 Bělehrad, Jugoslávie (20 bodů, 5 zápasů) 6. místo   • 1979 Turín, Itálie (52 bodů, 8 zápasů) 4. místo
- 1981 Praha, Československo (126 bodů, 9 zápasů) 3. místo   • 1983 Nantes, Francie (44 bodů, 7 zápasů) 10. místo
- 1985 Stuttgart, Německo (94 bodů, 8 zápasů) 2. místo   • 1987 Athény, Řecko (34 bodů, 6 zápasů) 8. místo
- Celkem na šesti Mistrovství Evropy 370 bodů ve 43 zápasech